# Treron vernans
Treron vernans é uma espécie de ave da família Columbidae.
Pode ser encontrada nos seguintes países: Camboja, Indonésia, Malásia, Myanmar, Filipinas, Singapura, Tailândia e Vietname.
Os seus habitats naturais são: florestas subtropicais ou tropicais húmidas de baixa altitude, florestas de mangal tropicais ou subtropicais e regiões subtropicais ou tropicais húmidas de alta altitude.